# Catedral basílica de San Juan Apóstol (Eger)
La Catedral Basílica de San Juan Apóstol o más formalmente Catedral Basílica Metropolitana de San Juan Apóstol y Evangelista, San Miguel y la Inmaculada Concepción (en húngaro: Szent János apostol és evangélista o Szent János apostol és evangélista, Szent Mihály főangyal, Szeplőtelen Fogantatás főszékesegyház bazilika) es un edificio religioso afiliado a la Iglesia Católica que funciona como la catedral de la arquidiócesis de Eger, se encuentra en la ciudad de Eger, en el país europeo de Hungría.

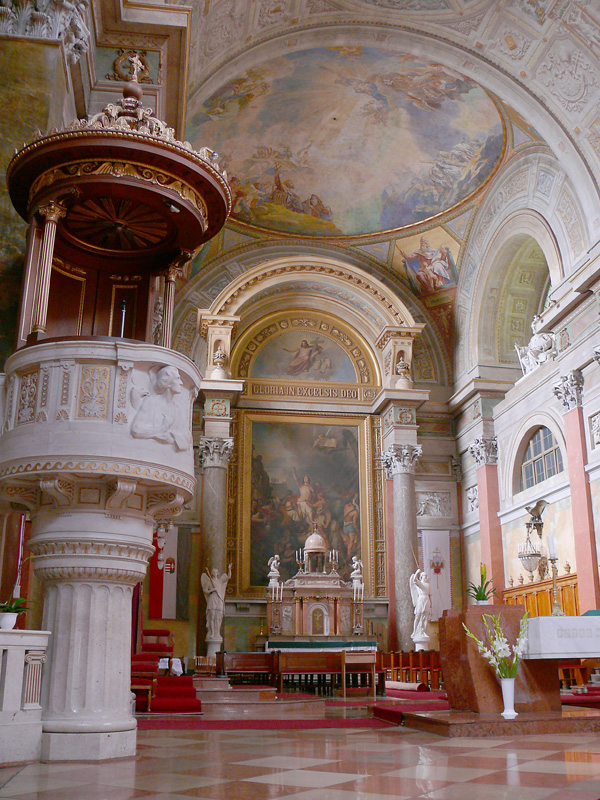
Vista interna

La catedral fue construida entre 1831 y 1837 por el arquitecto József Hild encargado por monseñor János László Pyrker.
La catedral es una basílica de tres naves. En el medio entre la nave y el presbiterio hacia el este se encuentra el transepto. La cúpula de la catedral tiene una decoración lujosa y una altura de 40 metros. En coro se encuentran los dos campanarios. El portal en el pórtico oriental está diseñado como un templo griego. La entrada monumental está decorada con estatuas de santos: San Esteban, San Ladislao, y los Santos Pedro y Pablo. La fachada está soportado por columnas corintias que alcanza una altura de 17 metros. 